# Њ
Њ je cirilska črka, ki se uporablja samo v srbščini in makedonščini. Črko Њ je vpeljal Vuk Stefanović Karadžić v pravopisni reformi, ki je postala znana po pravilu »Пиши као што говориш« (»Piši, kot govoriš«). Po tem pravilu je vsak glas v srbskem jeziku dobil svojo črko. Palatalnemu (mehkemu) n tako ustreza črka Њ, ki jo je Karadžić sestavil kot ligaturo črke Н in mehkega znaka Ь. V latinico se Њ prečrkuje z digafom nj. 
Črka Њ se imenuje nje.
| tiskano | pisano |
| ------- | ------ |
| Њ њ     | Њ њ    |

Opozorilo: Obstajajo tudi besede, v katerih se glasova n in j izgovarjata ločeno. Takrat se v cirilici tudi pišeta ločeno in ne s črko Њ. Zgled je beseda инјекција (in-jekcija).